# The Devil's Playground (film 1946)
The Devil's Playground è un film del 1946 diretto da George Archainbaud.
È un western statunitense con William Boyd, Andy Clyde e Rand Brooks. Il personaggio principale, interpretato da Boyd, è Hopalong Cassidy, l'eroe del vecchio West nato da una serie di racconti brevi dall'autore Clarence E. Mulford e protagonista di oltre 60 film western e di una serie televisiva.

## Produzione
Il film, diretto da George Archainbaud su una sceneggiatura di Ted Wilson, fu prodotto da Lewis J. Rachmil tramite la Hopalong Cassidy Productions (fu il primo film della serie creato tramite questa società di scopo) e girato nelle Alabama Hills a Lone Pine, in California, da metà maggio al 27 maggio 1946.

## Distribuzione
Il film fu distribuito negli Stati Uniti dal 15 novembre 1946 al cinema dalla United Artists.
Altre distribuzioni:
- in Svezia il 1º settembre 1947 (Djävulsklyftan)
- in Finlandia il 18 gennaio 1952 (Paholaisrotko)
- in Brasile (Dedo no Gatilho)

## Promozione
Le tagline sono:
- HOPPY RIDES AGAIN... to right a renegade's wrong!
- GUN SMOKE ACTION!